# 27년 테제
27년 테제(일본어: 27年テーゼ 니쥬나나넨테에제[*])란 1927년 코민테른에서 발령한 「일본문제에 관한 테제」(日本問題に関するテーゼ)의 통칭이다. 야마카와주의와 후쿠모토주의 양측을 모두 비판하고, 일본의 자본주의 및 혁명에 대한 구체적 분석을 시도하여 혁명의 성격을 규졍했다.

## 배경
1924년 제1차 일본공산당이 해산했다가 1926년 제2차 일본공산당이 재건되었고, 그 이듬해 새 집행부(토쿠다 큐이치, 후쿠모토 카즈오 등)가 모스크바를 방문했다. 이 때 니콜라이 부하린이 주도하는 코민테른에서 27년 테제를 통보했다. 
종래 제2차 일본공산당은 후쿠모토가 주장한 “천황＝절대군주”(즉, 이런 의미에서 일본을 “근대국가”로 간주한 것)론과 급진적 2단계 혁명론인 후쿠모토주의를 지지하는 논조가 압도적 다수였다. 부하린은 후쿠모토의 논조를 면전에서 정면부정하고 후쿠모토, 토쿠다 등을 중앙위원에서 해임했다. 이후 코민테른에서 일본공산당 측에 일방적으로 정해 준 노선이 27년 테제다.

## 골자
- 일본은 반봉건적 국가이며, 근대국가로서 성숙했다고 말하기 어렵다
- 군주제 폐지 (천황제라는 용어가 사용된 것은 32년 테제)
- 일본공산당은 당분간의 목표로 부르주아 혁명을 지향한다.
- 단, 그 혁명이 일어날 때 헤게모니는 무산자, 농민이 취하는 것으로 한다.

## 영향
일본공산당은 27년 테제를 받아들임으로써 후쿠모토주의에 의해 뒷받침되던 독자성을 포기했다. 후쿠모토는 실각해서 다시는 당권파가 되지 못했다. 이 때 일소당한 후쿠모토파 간부들은 1928년 3·15 사건 이후 “노동자파”로 분열해 나갔다.